# Saint-Denis (Réunion)
Saint-Denis, in de meest frequente, en ook op plaats- en straatnaamborden  gebruikte spelling van het Réunions Creools: Sin-Dni, is de administratieve hoofdstad en grootste stad van het Franse departement Réunion, een eiland in de Indische Oceaan.
De stad had in 2012 rond de 145.000 inwoners en ligt aan de noordkant van het eiland.

## Geschiedenis
Saint-Denis werd in 1669 gesticht door Étienne Régnault. In 1738 werd Saint-Denis de hoofdstad van Réunion, onder gouverneur Bertrand-François Mahé de La Bourdonnais; voordien was Saint-Paul de hoofdstad. Op dat moment telde de stad 2.100 inwoners waarvan 1.800 slaven. De gouverneur liet een aanlegsteiger bouwen aan de barachois, naast de monding van de rivier Saint-Denis. Hier konden kleine schepen aanmeren. Verder werden een eerste kerk (op de plaats van de huidige kathedraal), een gouvereurspaleis en militaire gebouwen opgericht. De stad ontwikkelde zich in dambordpatroon op de rechteroever van de Saint-Denis, in de hoger gelegen wijk Le Barachois. Eind 18e eeuw was de stad nog steeds niet meer dan een groot dorp, dat aan de buitenzijde met hekwerk was afgezet. Daarna en tot in 1870 kende de stad voorspoed dankzij de suikerriethandel. De bourgeoisie liet fraaie woningen bouwen in de stad. In 1848 werd de slavernij afgeschaft. Zwarte voormalige slaven vestigden zich in sloppenwijken in de lager gelegen gebieden van de stad rond de waterlopen Ruisseau des Noirs en Ravine Laverdure. Deze gebieden waren vatbaar voor overstromingen en vergeven van muggen. In de jaren 1970 werden de kleine waterlopen ingedijkt en werd er volop gebouwd in de wijken La Source, La Providence et Les Camélias. In 1963 werd voor het eerst in de hoogte gebouwd.

## Bezienswaardigheden
De avenue de la Victoire en in zijn verlengde de rue de Paris doorkruisen de wijk Le Barachois en eindigen aan de place de Metz. Langs deze straat vindt men de kathedraal Saint-Denis, de historische overheidsgebouwen en koloniale villa's.
Saint-Denis heeft een Chinese buurt waar Chinese tempels en Chinese verenigingshuizen te vinden zijn. Deze liggen in de omgeving van rue Saint-Anne.
In de stad vindt men verschillende gebedshuizen die de diversiteit van de bevolking weerspiegelen:
- De rooms-katholieke kathedraal Saint-Denis (1829-1832)
- De rooms-katholieke Église Notre-Dame-de-la-Délivrance op de linkeroever van de Saint-Denis
- De rooms-katholieke Église de l'Assomption
- De rooms-katholieke Église Saint-Jacques
- De moskee Noor-e-Islam, de grootste van Réunion en de oudste nog bestaande op Franse bodem (1905)
- De Saint-Pierre-moskee met een 42m hoge minaret
- De hindoeïstische Tamoul Kalikamba-tempel

Verder zijn er:
- Het Museum Léon Dierx, de thuisbasis van een belangrijke collectie impressionistische werken, geschonken door Lucien Vollard, en van moderne kunst
- Het Musée de la Vraie-Fraternité
- De Jardin de l'État, een botanische tuin, met daarin het natuurhistorisch museum van Réunion

### Galerij

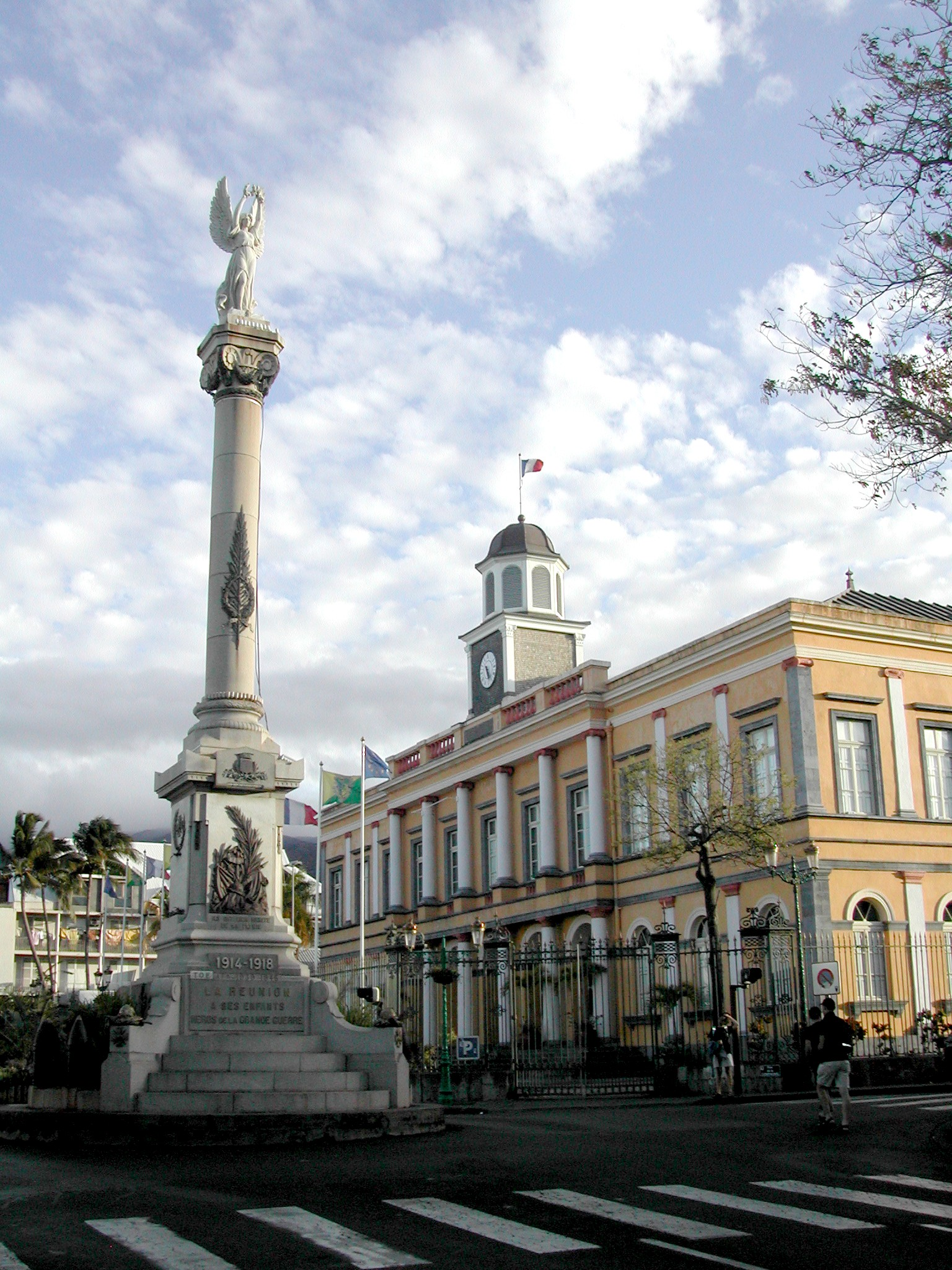
Voormalig stadhuis (midden 19e eeuw) en de colonne de la Victoire
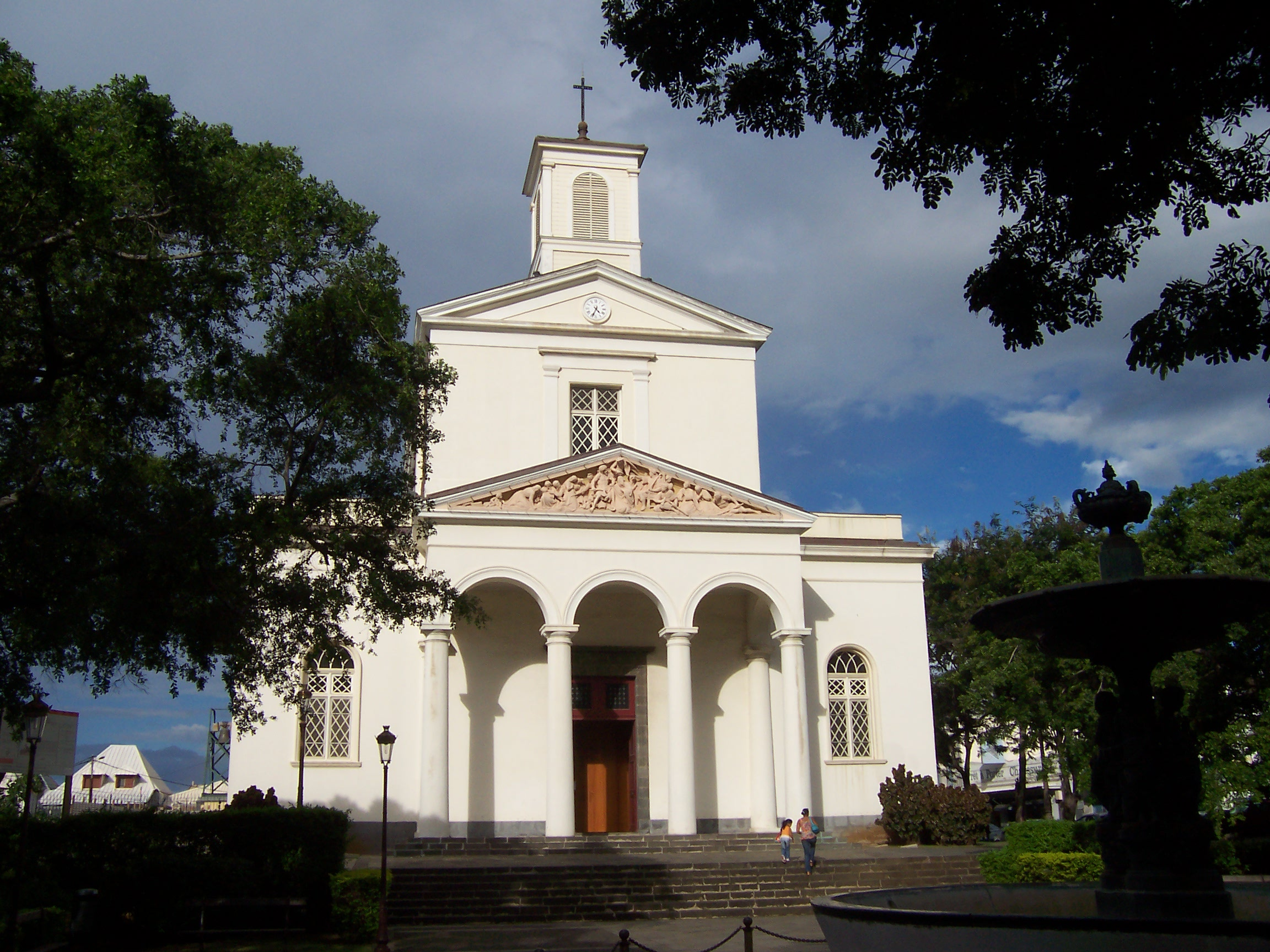
Kathedraal
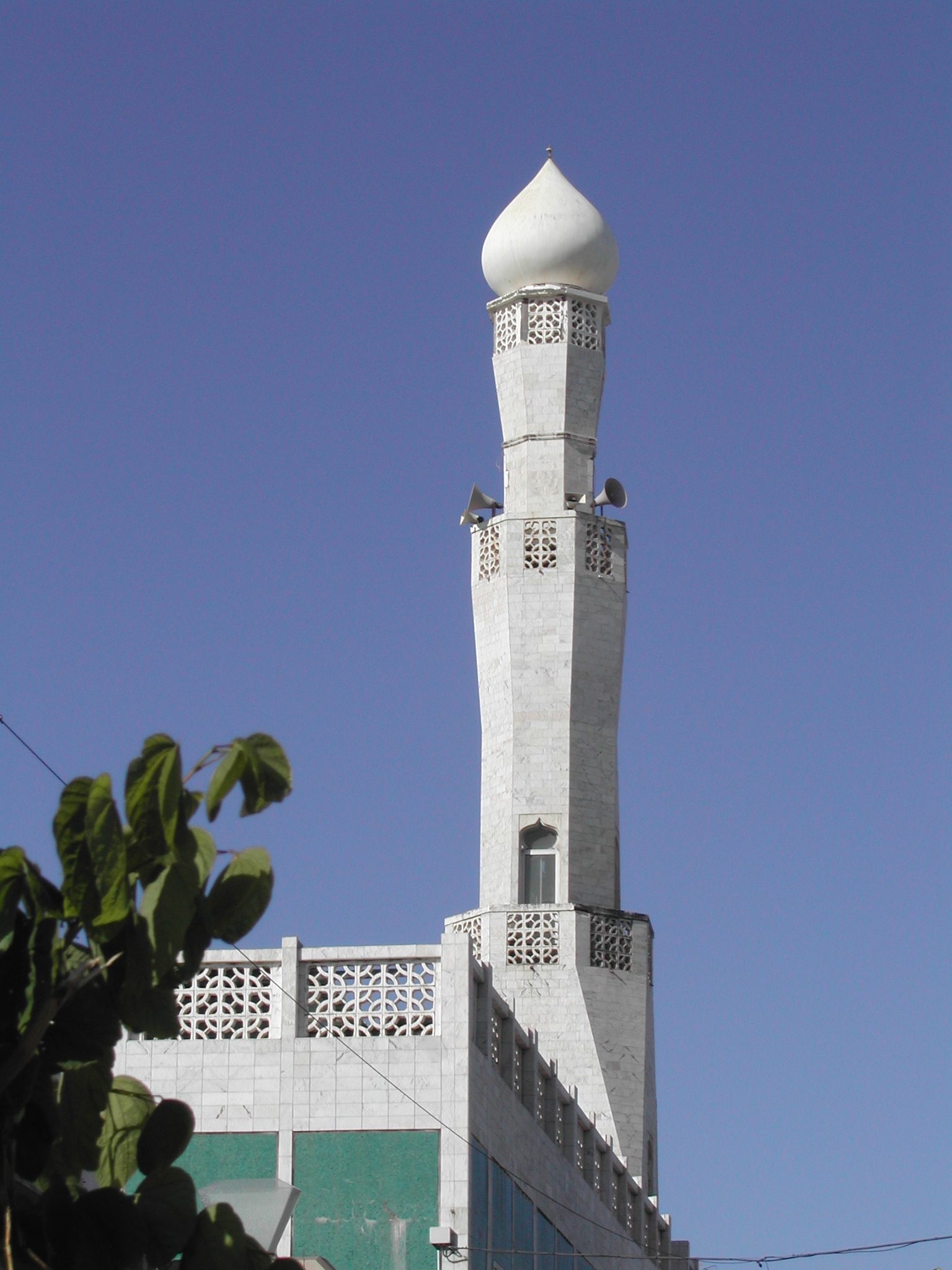
De 32 meter hoge minaret van de moskee Noor-e-Islam
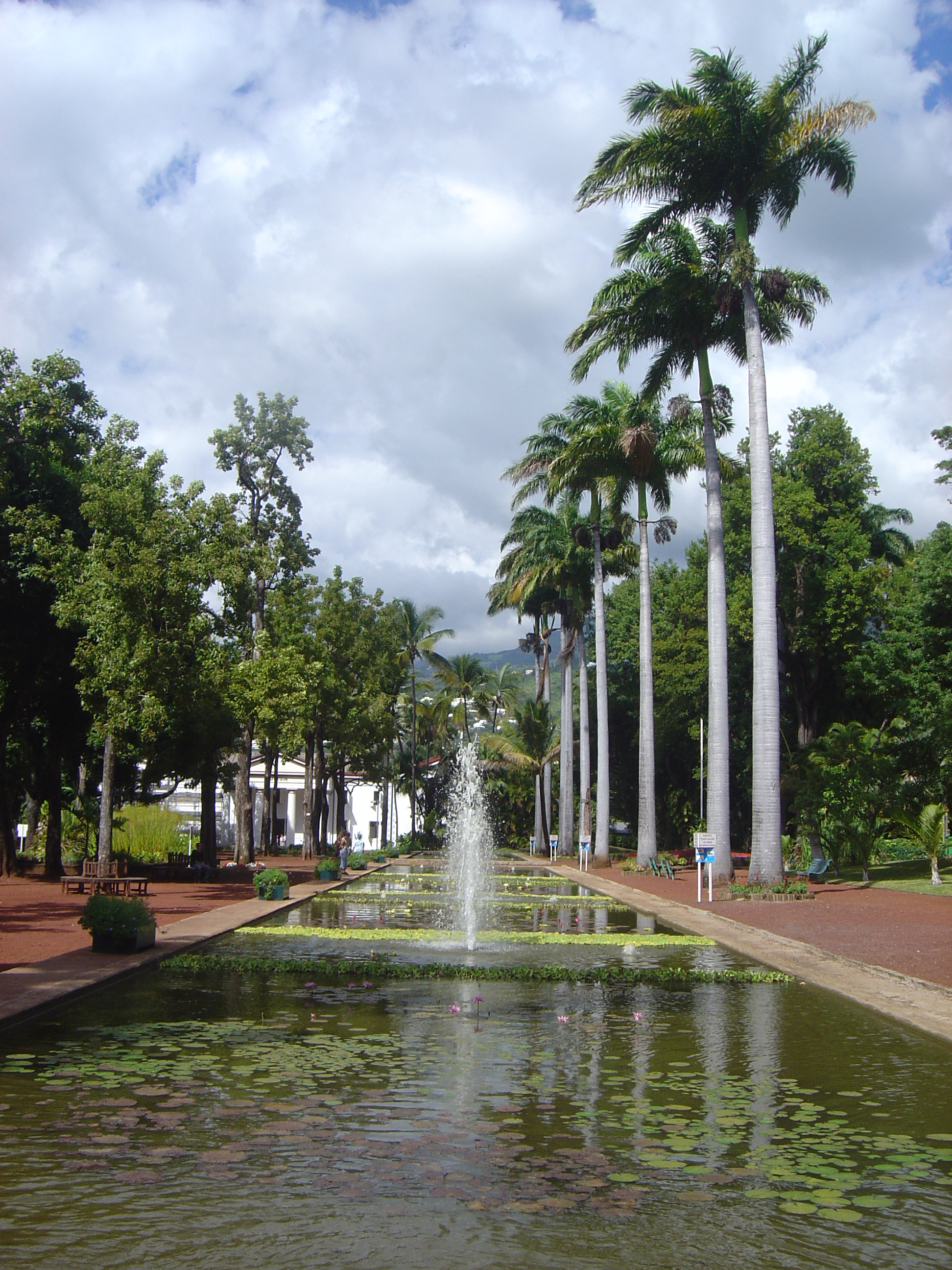
Jardin de l'État
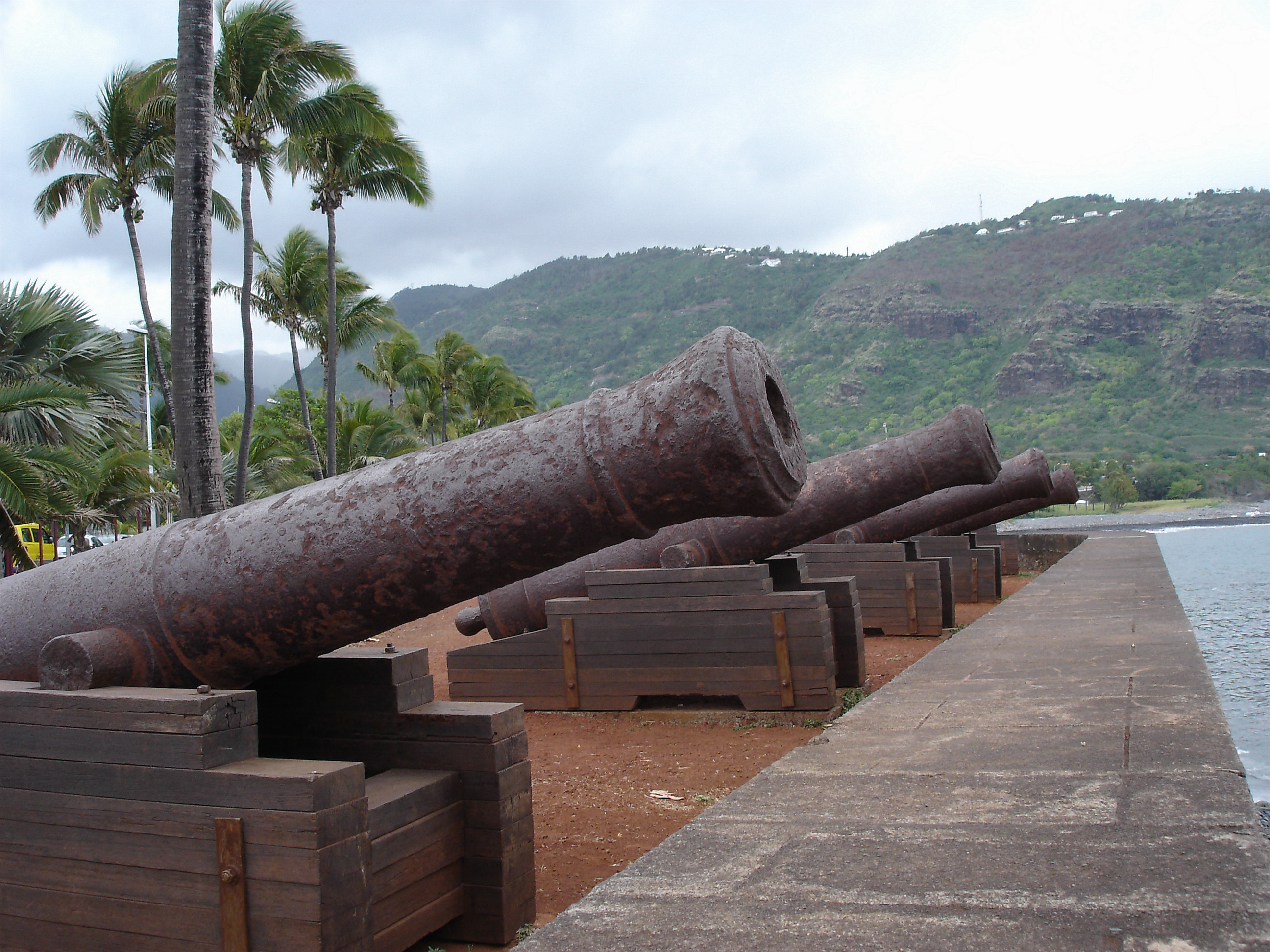
Oude kanonnen langs de boulevard-Gabriel-Macé

## Transport
De maatschappij Citalis verzorgt het openbaar vervoer in de stad met bussen. 
Het vliegveld van de stad, luchthaven Réunion Roland Garros, is vernoemd naar de vliegtuigpionier Roland Garros, die hier geboren is.

## Bestuur
Jean-Baptiste de Lestrac werd eind 18e eeuw de eerste burgemeester van Saint-Denis.

### Stedenbanden
- Nice (Frankrijk), sinds 1961
- Metz (Frankrijk), sinds 1986
- Tanger (Marokko),
- Charleroi (België)
- Taiyuan (China), sinds 2012

## Geboren
- Auguste Lacaussade (1815-1897), dichter
- Ambroise Vollard (1866-1939), schilderijenhandelaar en galeriehouder, ontdekker van Cézanne, Gauguin, Van Gogh, Matisse en Picasso
- Roland Garros (1888-1918), vliegtuigpionier en oorlogsheld
- Raymond Barre (1924-2007), econoom en politicus (premier van Frankrijk 1976-1981)
- Alain Péters (1952-1995), muzikant en dichter
- Michel Houellebecq (1956), schrijver, filmmaker
- Chantal Dällenbach (1962), Frans-Zwitsers atlete
- Gérald de Palmas (1967), zanger
- Younous Omarjee (1969), politicus
- Willy Grondin (1974), voetballer
- Daniel Narcisse (1979), handballer
- Boris Steimetz (1987), zwemmer
- Ronny Rodelin (1989), voetballer
- Lorrenzo Manzin (1994), wielrenner
- Melvine Malard (2000), voetbalster

Aix-en-Provence · Amiens · Angers · Argenteuil · Besançon · Bordeaux · Boulogne-Billancourt · Brest · Caen · Clermont-Ferrand · Dijon · Grenoble · Le Havre · Le Mans · Limoges · Lyon · Marseille · Metz · Montpellier · Montreuil · Mulhouse · Nancy · Nantes · Nice · Nîmes · Orléans · Parijs · Perpignan · Reims · Rennes · Rijsel · Rouen · Saint-Denis (Réunion) · Saint-Denis (Seine-Saint-Denis) · Saint-Étienne · Saint-Paul · Straatsburg · Toulon · Toulouse · Tours · Villeurbanne